# Song Gongdi
Song Gongdi (宋恭帝) eller Song Gongzong (宋恭宗), född 1271, död 1323, var den sextonde kejsaren under den kinesiska Songdynastin (960-1279) och regerade 1274-1276. Hans personliga namn var Zhao Xian (赵显).
Song Gondi blev kejsare som fyraåring efter att hans adoptivfar kejsare Duzong  avlidit 1274. Han var tre år gammal och hans adoptivfarmor Xie Daoqing blev hans förmyndarregent. Vid denna tid anföll mongolerna på bred front och Songdynastin trycktes allt mer söder ut. År 1276 erövrade mongolerna Songdynastins huvudstad Hangzhou och kesar Gongdi blev tillfångatagen. Efter att Gongdi 1276 blivit tillfångatagen av mongolerna ersattes han på kejsartronen av sin åttaårige bror kejsar Duanzong. Gongdi levde resten av sitt liv med mongolerna och behandlades väl. Han blev slutligen buddhistisk munk i Tibet.

## Regeringsperioder
- Deyou 1275[2]